# Noelex Holder
Noelex Holder (* 21. Dezember 1999) ist ein guyanischer Leichtathlet, der sich auf den Sprint spezialisiert hat.

## Sportliche Laufbahn
Erste internationale Erfahrungen sammelte Noelex Holder im Jahr 2021, als er bei den Südamerikameisterschaften in Guayaquil in 40,02 s gemeinsam mit Jeremy Bascom, Emanuel Archibald und Akeem Stewart die Bronzemedaille hinter den Teams aus Brasilien und Kolumbien gewann. Im Oktober belegte er dann bei den U23-Südamerikameisterschaften ebendort in 10,59 s den siebten Platz im 100-Meter-Lauf und schied über 200 m mit 21,72 s im Vorlauf aus. Im Jahr darauf schied er bei den Commonwealth Games in Birmingham mit 10,50 s und 21,77 s jeweils in der Vorrunde über 100 und 200 Meter aus und belegte mit der Staffel in 40,05 s den vierten Platz. 2023 gelangte er bei den Zentralamerika- und Karibikspielen in San Salvador mit 39,66 s auf den fünften Platz im Staffelbewerb und anschließend schied sie bei den World University Games in Chengdu mit 10,58 s und 21,04 s jeweils im Halbfinale über 100 und 200 Meter aus. 2025 schied er bei den Südamerikameisterschaften in Mar del Plata mit 22,28 s im Vorlauf über 200 Meter aus und verhalf der Staffel zum Finaleinzug. 

## Persönliche Bestleistungen
- 100 Meter: 10,23 s (+1,2 m/s), 2. März 2024 in Leonora
- 200 Meter: 20,74 s (+1,2 m/s), 16. Juni 2024 in Leonora